# Elkalyce tuarana
Elkalyce tuarana är en fjärilsart som beskrevs av Riley 1923. Elkalyce tuarana ingår i släktet Elkalyce och familjen juvelvingar. Inga underarter finns listade i Catalogue of Life.